# Liste der Naturschutzgebiete im Landkreis Cuxhaven
Im Landkreis Cuxhaven und Stadt gibt es 48 Naturschutzgebiete (Stand April 2025):
| Name des Gebietes                                | Bild           | Kennung          | WDPA      | Landkreis / Stadt                                                | Beschreibung / Bemerkungen | Standort | Fläche in Hektar | Jahr der Verordnung |
| ------------------------------------------------ | -------------- | ---------------- | --------- | ---------------------------------------------------------------- | -------------------------- | -------- | ---------------- | ------------------- |
| Ahlen-Falkenberger Moor, Halemer/Dahlemer See    | weitere Bilder | LÜ 072 / CUX 007 | 64660     | Landkreis Cuxhaven                                               |                            | Position | 2236,41          | 2011                |
| Ahlershorst                                      | weitere Bilder | LÜ 123           | 162045    | Landkreis Cuxhaven                                               |                            | Position | 15,78            | 1985                |
| Am Flögelner See                                 | weitere Bilder | LÜ 326           | 555690896 | Landkreis Cuxhaven                                               |                            | Position | 74               | 1985                |
| Aßbütteler Moor                                  | weitere Bilder | LÜ 083 / CUX 006 | 162252    | Landkreis Cuxhaven, Stadt Cuxhaven                               |                            | Position | 251,51           | 2010                |
| Balksee und Randmoore/Basmoor und Nordahner Holz | weitere Bilder | LÜ 290 / CUX 010 | 555514025 | Landkreis Cuxhaven                                               |                            | Position | 1557,19          | 2010                |
| Bargsmoor / Rechtenflethermoor                   | weitere Bilder | LÜ 118           | 162341    | Landkreis Cuxhaven                                               |                            | Position | 129,97           | 1985                |
| Borner Moor                                      | weitere Bilder | LÜ 094           | 162503    | Landkreis Cuxhaven                                               |                            | Position | 87,54            | 1984                |
| Bülter See und Randmoore                         | weitere Bilder | LÜ 050 / CUX 003 | 81489     | Landkreis Cuxhaven                                               |                            | Position | 378,34           | 2010                |
| Cuxhavener Küstenheiden                          | weitere Bilder | LÜ 267           | 329318    | Stadt Cuxhaven                                                   |                            | Position | 895,42           | 2004                |
| Die Scheidung                                    |                | LÜ 364           | 555734395 | Landkreis Stade, Landkreis Cuxhaven                              |                            | Position | 27               | 2020                |
| Dorumer Moor                                     | weitere Bilder | LÜ 090 / CUX 002 | 81547     | Landkreis Cuxhaven                                               |                            | Position | 213,01           | 2010                |
| Eichenkrattwälder bei Berensch                   | weitere Bilder | LÜ 086           | 81588     | Stadt Cuxhaven                                                   |                            | Position | 22,88            | 1982                |
| Extensivweiden nördlich Langen                   |                | LÜ 305           | 555518124 | Landkreis Cuxhaven                                               |                            | Position | 5,13             | 2016                |
| Fleckenshölzer                                   | weitere Bilder | LÜ 122           | 163112    | Landkreis Cuxhaven                                               |                            | Position | 41,33            | 1985                |
| Geesteniederung                                  | weitere Bilder | LÜ 297 / CUX 013 | 555560681 | Landkreis Cuxhaven                                               |                            | Position | 498,92           | 2013                |
| Groveniederung                                   |                | LÜ 327           | 555690895 | Landkreis Cuxhaven                                               |                            | Position | 62               | 2010                |
| Hadelner und Belumer Außendeich                  | weitere Bilder | LÜ 150 / LÜ 100  | 30111     | Landkreis Cuxhaven, NLWKN                                        |                            | Position | 1200,25          | 1984                |
| Hahnenknooper Moore                              | weitere Bilder | LÜ 288 / CUX 004 | 555514023 | Landkreis Cuxhaven                                               |                            | Position | 497,94           | 2010                |
| Heide und Moor bei Haslah                        | weitere Bilder | LÜ 099           | 163580    | Landkreis Cuxhaven, Landkreis Osterholz                          |                            | Position | 14,31            | 1984                |
| Herrschaftliches Moor                            | weitere Bilder | LÜ 087           | 81873     | Stadt Cuxhaven                                                   |                            | Position | 42,92            | 1983                |
| Hinter der Träncke im Flögelner Holz             | weitere Bilder | LÜ 124           | 163687    | Landkreis Cuxhaven                                               |                            | Position | 7,05             | 1985                |
| Hohensteinsforst                                 |                | LÜ 119           | 163747    | Landkreis Cuxhaven                                               |                            | Position | 47,56            | 1985                |
| Holzurburg am Bederkesaer See                    | weitere Bilder | LÜ 275           | 378098    | Landkreis Cuxhaven                                               |                            | Position | 619,10           | 2007                |
| Huuss im Flögelner Holz                          | weitere Bilder | LÜ 125           | 163842    | Landkreis Cuxhaven                                               |                            | Position | 14,82            | 1985                |
| Im Hausbeeken                                    | weitere Bilder | LÜ 089           | 81980     | Landkreis Cuxhaven                                               |                            | Position | 8,63             | 1983                |
| Klinten                                          |                | LÜ 120           | 164143    | Landkreis Cuxhaven                                               |                            | Position | 4,10             | 1985                |
| Kuhlmoor und Tiefenmoor                          |                | LÜ 292 / CUX 011 | 555552570 | Landkreis Cuxhaven                                               |                            | Position | 45,82            | 2012                |
| Langes Moor                                      | weitere Bilder | LÜ 114           | 164370    | Landkreis Cuxhaven                                               |                            | Position | 910              | 1985                |
| Mietenmoor                                       | weitere Bilder | LÜ 152           | 164621    | Landkreis Cuxhaven                                               |                            | Position | 119,87           | 1987                |
| Mittlere Billerbeckniederung mit Nebenbächen     |                | LÜ 343           | 555690917 | Landkreis Cuxhaven                                               |                            | Position | 114              | 2018                |
| Oederquarter Moor                                |                | LÜ 131           | 164918    | Landkreis Cuxhaven, Landkreis Stade                              |                            | Position | 82,98            | 1985                |
| Osteschleifen                                    | weitere Bilder | LÜ 346           | 555700705 | Landkreis Cuxhaven, Landkreis Stade, Landkreis Rotenburg (Wümme) |                            | Position | 250              | 2019                |
| Ostesee                                          | weitere Bilder | LÜ 081           | 82296     | Landkreis Cuxhaven, Landkreis Stade                              |                            | Position | 14,90            | 1982                |
| Östliche Malse                                   | weitere Bilder | LÜ 137 / CUX 009 | 164965    | Landkreis Cuxhaven                                               |                            | Position | 78,44            | 2010                |
| Quellental                                       |                | LÜ 065           | 82348     | Landkreis Cuxhaven                                               |                            | Position | 1,63             | 1976                |
| Ringstedter See                                  | weitere Bilder | LÜ 076           | 82422     | Landkreis Cuxhaven                                               |                            | Position | 34,05            | 1981                |
| Sellstedter See und Ochsentriftmoor/Wildes Moor  | weitere Bilder | LÜ 106 / CUX 005 | 165555    | Landkreis Cuxhaven                                               |                            | Position | 753,27           | 2010                |
| Silbersee und Laaschmoor                         | weitere Bilder | LÜ 011 / CUX 009 | 82592     | Landkreis Cuxhaven                                               |                            | Position | 34,55            | 2010                |
| Stechginsterheide in Nordholz                    |                | LÜ 022           | 82622     | Landkreis Cuxhaven                                               |                            | Position | 2,54             | 1936                |
| Südliches Hagener Königsmoor                     | weitere Bilder | LÜ 075           | 82668     | Landkreis Cuxhaven                                               |                            | Position | 86,70            | 1981                |
| Teichfledermausgewässer                          | weitere Bilder | LÜ 344           | 555690909 | Landkreis Cuxhaven                                               |                            | Position | 633              | 2018                |
| Tideweser                                        | weitere Bilder | WE 315           | 555700674 | Landkreis Cuxhaven, Landkreis Osterholz, Landkreis Wesermarsch   |                            | Position | 4020             | 2019                |
| Untere Oste                                      | weitere Bilder | LÜ 318           | 555638595 | Landkreis Cuxhaven, Landkreis Stade                              |                            | Position | 469              | 1975                |
| Wanhödener Moor                                  |                | LÜ 145           | 166167    | Landkreis Cuxhaven                                               |                            | Position | 43,79            | 1986                |
| Westerberg und oberes Hackemühlener Bachtal      | weitere Bilder | LÜ 293 / CUX 012 | 555552571 | Landkreis Cuxhaven                                               |                            | Position | 216,32           | 2012                |
| Wildes Moor bei Stinstedt                        |                | LÜ 101           | 166314    | Landkreis Cuxhaven                                               |                            | Position | 55,64            | 1984                |
| Windbrackenholz                                  | weitere Bilder | LÜ 121           | 166323    | Landkreis Cuxhaven                                               |                            | Position | 35,74            | 1985                |
| Wollingster See und Randmoore                    | weitere Bilder | LÜ 012 / CUX 001 | 82942     | Landkreis Cuxhaven                                               |                            | Position | 116,55           | 2010                |